# Première Nation de War Lake
La Première Nation de War Lake, dont le nom officiel est War Lake First Nation en anglais, (ᒨᓱᑯᐟ ou môsokot en cri) est une Première Nation du Manitoba au Canada. Sa principale communauté est la réserve de Mooseocoot qui est enclavée par Ilford.

## Géographie
La Première Nation de War Lake possède 13 réserves au Manitoba. La plus populeuse de celles-ci est Mooseocoot qui est enclavée par la communauté d'Ilford,.
| Réserve         | Superficie (hectares) |
| --------------- | --------------------- |
| Atkinson Lake   | 40,5                  |
| Atkinson Lake A | 579,4                 |
| Atkinson Lake B | 311,1                 |
| Atkinson Lake C | 26,5                  |
| Beach Lake      | 14                    |
| Cyril Lake      | 164,8                 |
| Dafoe River     | 69,6                  |
| Mooseocoot      | 6,8                   |
| Mooseocoot 2    | 142,4                 |
| Mooseocoot 3    | 52                    |
| Mooseocoot 4    | 4,1                   |
| Part War Lake B | 155,5                 |
| War Lake A      | 173                   |

## Démographie
En janvier 2022, la Première Nation de War Lake avait une population inscrite totale de 329 membres dont 197 vivaient hors réserve.

## Gouvernance
La Première Nation de War Lake est affiliée au conseil tribal de Keewatin.

## Annexe